# Rolls-Royce Ghost
Rolls-Royce Ghost är en lyxbil, som den brittiska biltillverkaren Rolls-Royce introducerade på bilsalongen i Frankfurt i september 2009.. 

## Rolls-Royce 200EX

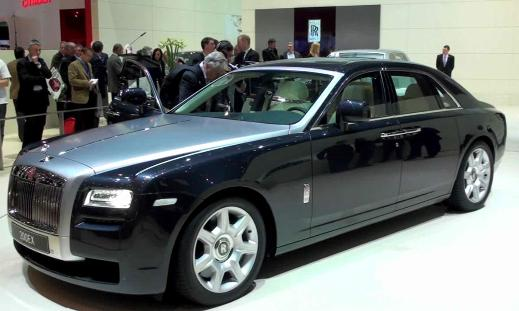
Konceptbilen 200EX

Bilen visades redan i mars 2009 i närmast produktionsklar konceptform på Internationella bilsalongen i Genève under namnet 200EX.

## Första generationen (2010-2020)
Ghost är avsedd som Rolls-Royces instegsmodell, med ett lägre pris än den större Phantom-modellen. Första generationen delar mycket teknik med BMW 7-serie, men har en egen V12 motor med lågtrycksturbo samt luftfjädring. Likt sin större syskonmodell har den självmordsdörrar bak. Leveranserna startade i december 2009 då 150 exemplar levererades till kunder över hela världen. I april 2011 presenterades en förlängd version på Shanghai Motor Show kallad Rolls-Royce Ghost Extended Wheelbase (EWB). Modellen är förlängd 170 mm jämfört med vanliga Ghost.

## Andra generationen (2020- )
Den andra generationen Ghost presenterades i september 2020. Bilen delar aluminiumstrukturen med de större syskonen Phantom och Cullinan.